# Anton Kothgasser
Anton Kothgasser – austriacki malarz szkła i porcelany.
Ukończył studia w Akademii Sztuk Pięknych w Wiedniu i w 1784 znalazł zatrudnienie w Wiedeńskiej Manufakturze Porcelany, gdzie pracował jako malarz do 1816. Duży wpływ wywarło na niego spotkanie z Gottlobem Samuelem Mohnem, który kontynuował dzieło swojego ojca w zakresie malarstwa na szkle. To właśnie ta dziedzina twórczości miała przynieść Kothgasserowi artystyczną sławę, chociaż uznaje się go również za najwybitniejszego dekoratora wiedeńskiej porcelany ery Sorgenthala (1784–1805).
Po pewnym czasie prześcignął technikę malowania na szkle samego Mohna „większym bogactwem rysunku i koloru, ale przede wszystkim silnie uwewnętrznioną ekspresją właściwą jego twórczości”. Dekorowane przez siebie kieliszki, puchary i inne przedmioty opatrywał widokami Wiednia i innych miejsc w Austrii, portretami szlachty, kwiatami, zwierzętami i różnorakimi symbolami. Duża liczba zachowanych dzieł opatrzonych jego sygnaturą świadczy o tym, że w jego pracy wspierali go czeladnicy. Wykonał również cenne obrazy na szkle okiennym, w szczególności okna w Katedrze turyńskiej, kościele parafialnym w Feistritz, kolegiacie w Seitenstetten, oraz zamkach w Brandhof i Franzensburg w Laxenburgu. Twórczość Kothgassera i Mohna uważa się za szczytowe osiągnięcie malarstwa na szkle w okresie biedermeier.

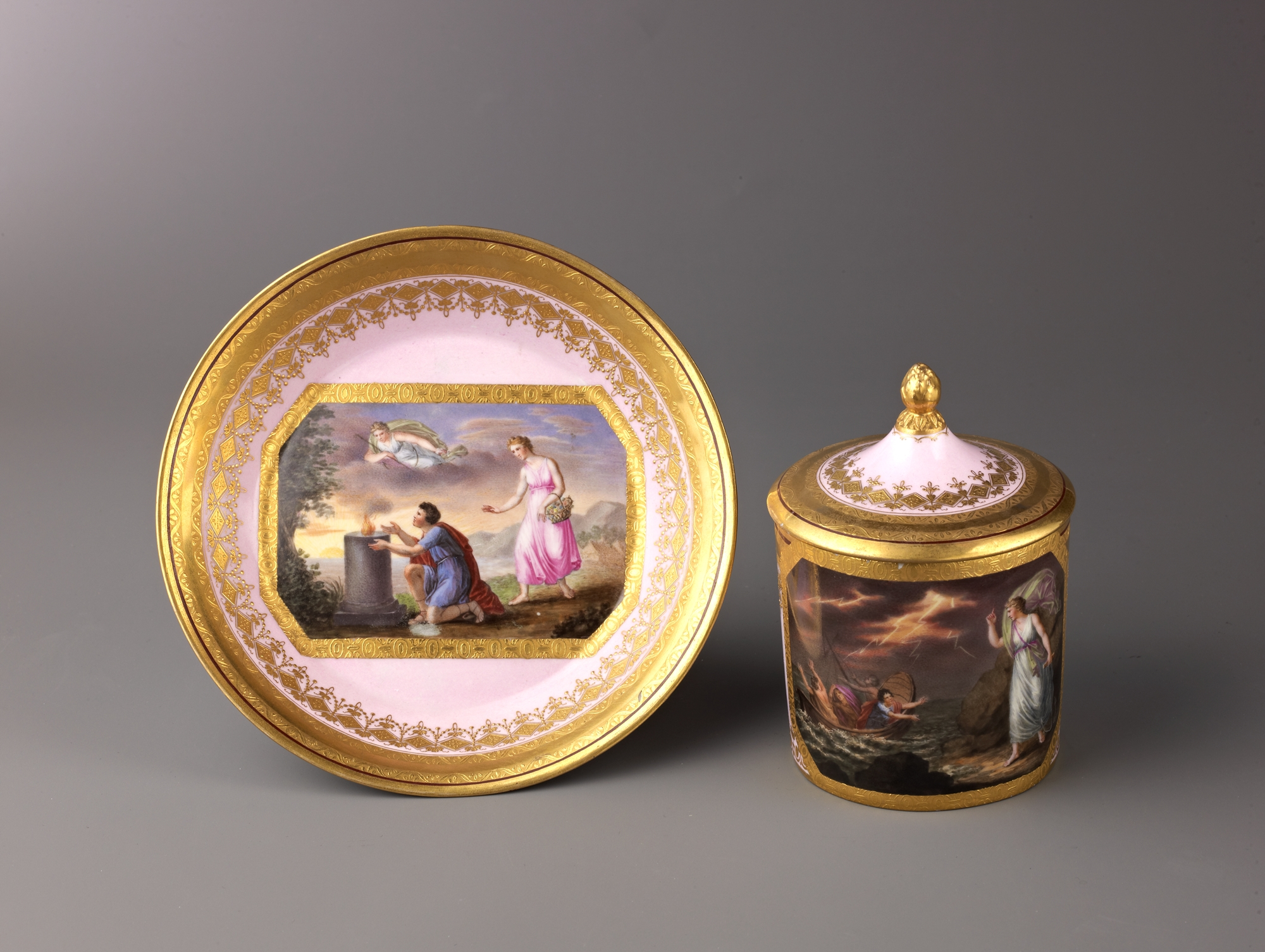
Porcelanowy kubek z pokrywką i spodek z dekoracją malarską wykonaną przez Antona Kothgassera. Cesarska Manufaktura Porcelany, ok. 1800. Metropolitan Museum of Art
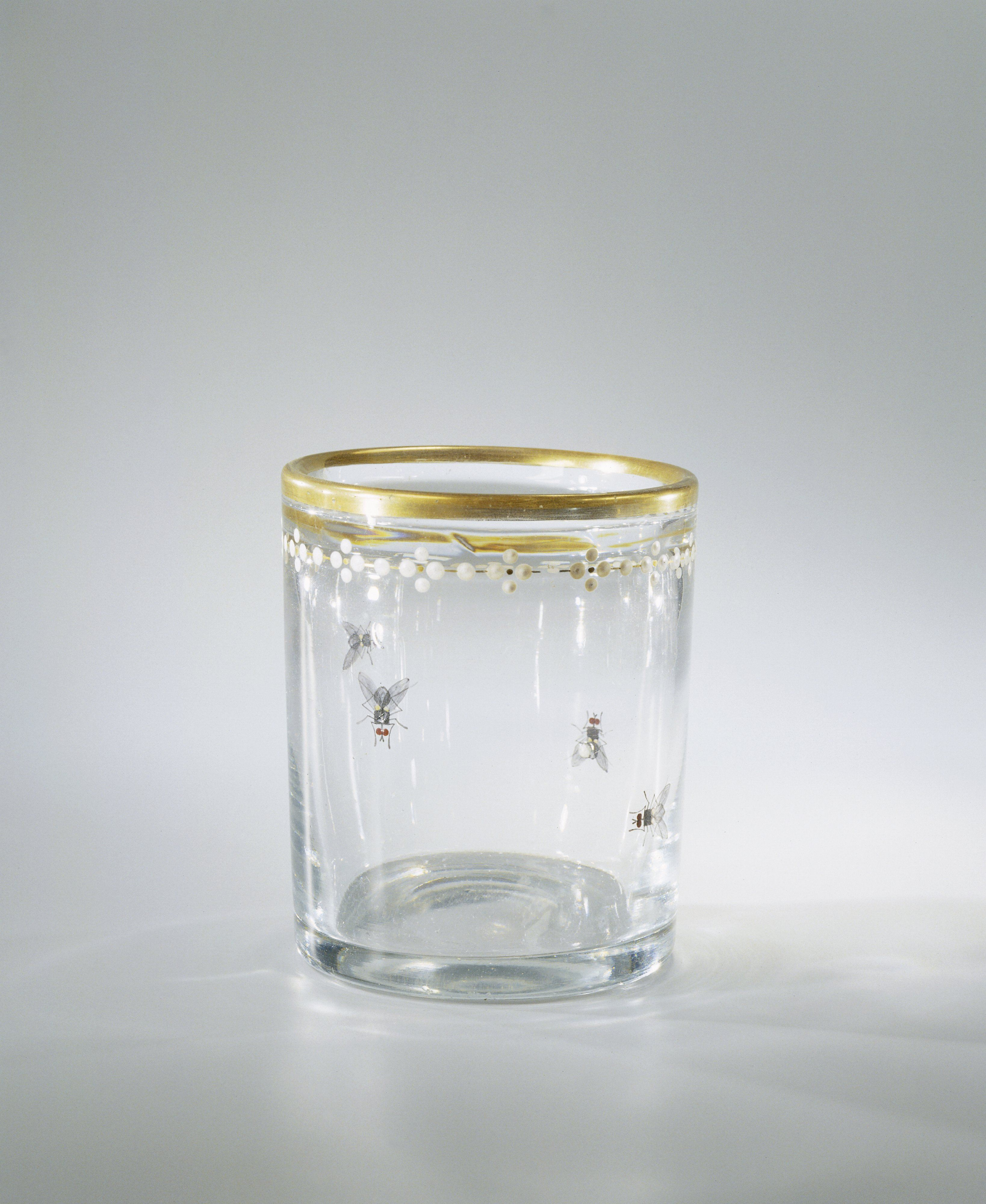
Kubek z czterema muchami wykonany w atelier Kothgassera, ok. 1815. Rijksmuseum
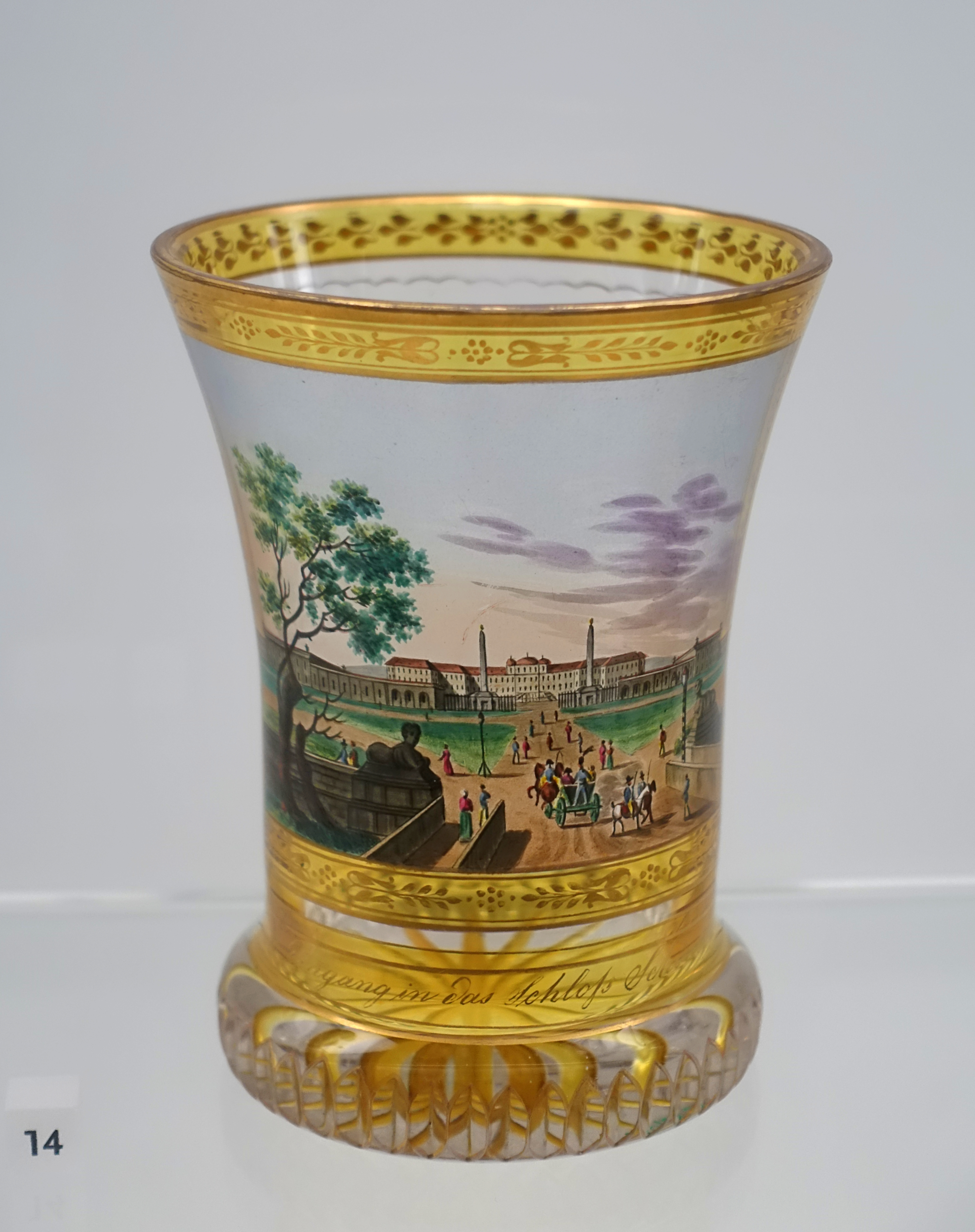
Puchar z przedstawieniem Pałacu Schönbrunn, ok. 1820. Landesmuseum Württemberg
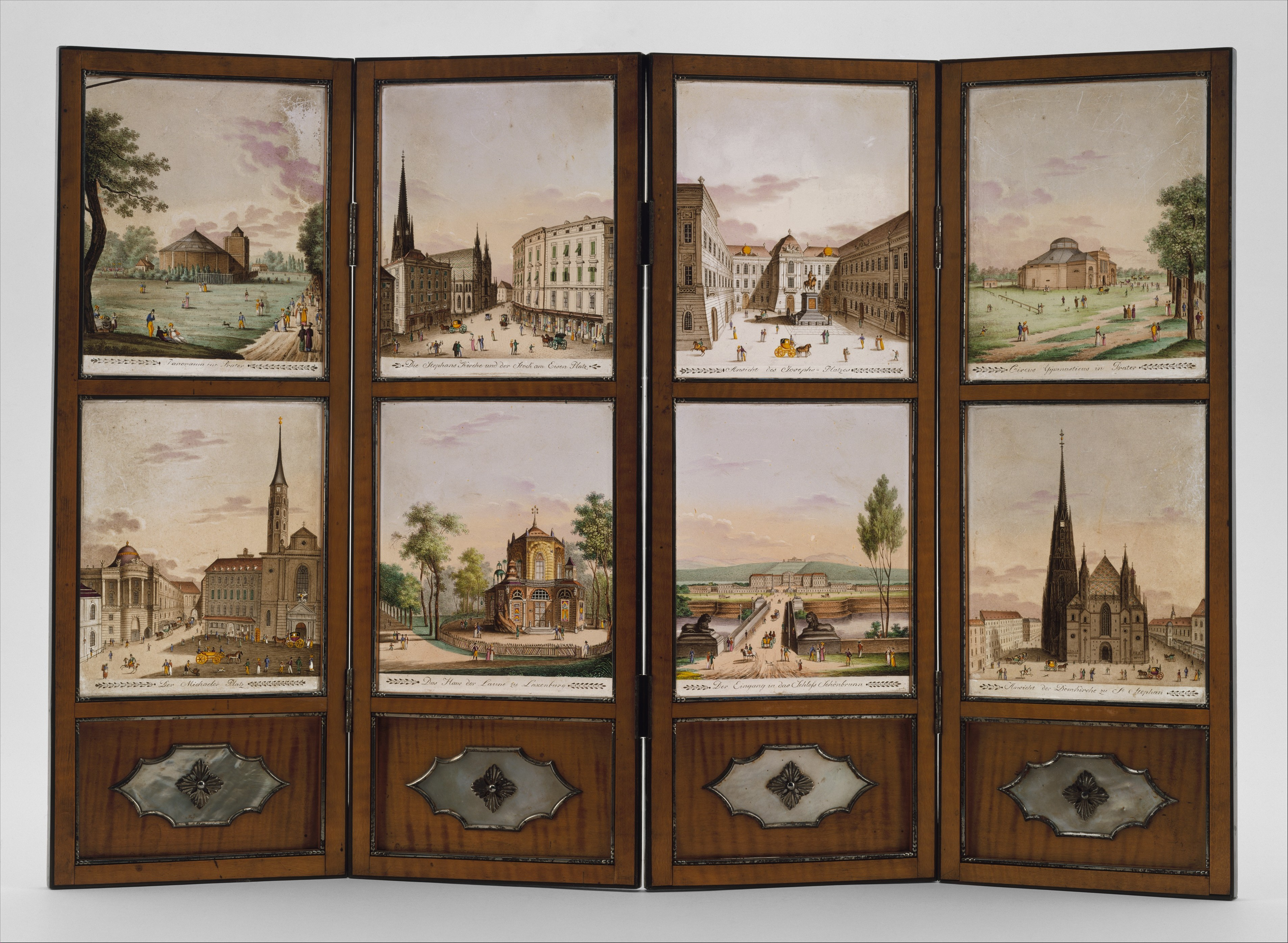
Widoki Wiednia namalowane na szkle, ok. 1820. Metropolitan Museum of Art